# Молодёжь Бурятии
«Молодёжь Бурятии» — республиканская общественно-политическая газета, издающаяся в Республике Бурятия с 1924 года. Основана как орган Бурятского обкома РКП(б) для работы с молодёжью и крестьянством. Первоначально носила название «Бурятский комсомолец», позже переименована в «Молодёжь Бурятии». Газета выходит на русском языке, в советское время была молодёжным печатным органом комсомола, а ныне является независимым еженедельником. В 2024 году издание отметило своё 100-летие, будучи одной из старейших газет Бурятии.

## История
Датой основания газеты считается 16 февраля 1924 года – в этот день по решению Бурятского обкома РКП(б) в официальной газете «Бурят-Монгольская правда» вышел первый номер-приложение под названием «Бурятский комсомолец». Изначально двухнедельное приложение создавалось с целью широкого освещения жизни сельской молодёжи и крестьян, служило средством связи с бедняцко-середняцкими массами. Приложение выходило один раз в две недели и публиковалось в таком формате до апреля 1926 года. В марте 1925 года, учитывая большой запрос читателей из числа бурятской молодёжи, было начато издание версии газеты на бурятском языке – планировалось выпускать её три раза в месяц тиражом 1000 экземпляров на четверти газетного листа.
С 1 января 1932 года, после перерыва в несколько лет, газета возобновила выход уже как самостоятельное издание под названием «Бурят-Монгольский комсомолец». Она стала первой в Бурятии полноценной молодёжной газетой. С началом Великой Отечественной войны в СССР был введён режим экономии для прессы, издание газеты «Бурят-Монгольский комсомолец» было приостановлено. После окончания войны издание молодёжной газеты в Бурятии было возобновлено.
16 июля 1958 года она получила новое название – «Молодёжь Бурятии». В 1960-е годы в редакции «Молодёжи Бурятии» сформировался яркий творческий коллектив, заложивший фундамент дальнейшего развития издания и вообще журналистики в Бурятии. Газета пользовалась определённой свободой как орган комсомола, менее формально зависимый от партийных идеологических рамок по сравнению с официальной республиканской прессой, и стала в период позднего СССР одним из культовых изданий Бурятии. В конце 1980-х газета первой в СССР убрала с первой полосы лозунг «Пролетарии всех стран, соединяйтесь!», став символом свободомыслящей молодёжной прессы позднего СССР.
В постсоветское время «Молодёжь Бурятии», как и многие региональные газеты, переживала трудности с финансированием, но сохранила аудиторию и не закрылысь, как, например, «Правда Бурятии» в 2013. В середине 2010-х годов поддержку газете оказала группа компаний «Титан».
На 2024 год «Молодёжь Бурятии» остаётся одним из ведущих еженедельников региона, выходя как в печатном, так и в электронном виде. На 2024 года тираж издания составлял 9 тысяч 400 экземпляров.